# Horismenus bruchophagus
Horismenus bruchophagus är en stekelart som beskrevs av Burks 1971. Horismenus bruchophagus ingår i släktet Horismenus och familjen finglanssteklar. Inga underarter finns listade i Catalogue of Life.